# دونالد دبليو. شي
دونالد دبليو. شي (بالإنجليزية: Donald W. Shea)‏ هو عسكري أمريكي، ولد في 15 أبريل 1936 في بوتي في الولايات المتحدة، وتوفي في 18 مايو 2016 في كاليسبيل في الولايات المتحدة.